# Cent'Anni
"Cent'Anni" es el cuarto episodio de la miniserie de televisión de drama criminal estadounidense The Penguin, un spin-off de la película The Batman. El episodio fue escrito por el productor supervisor John McCutcheon y dirigido por Helen Shaver. Se emitió por primera vez en HBO en Estados Unidos el 13 de octubre de 2024 y también estuvo disponible en Max en la misma fecha.
Ambientada una semana después de los eventos de la película, la serie explora el ascenso al poder de Oswald "Oz" Cobb / Penguin (interpretado por Colin Farrell) en el submundo criminal de Ciudad Gótica, aliado con un joven llamado Victor (Rhenzy Feliz), y lidiando con la presencia de Sofia Falcone (Cristin Milioti), quien quiere respuestas sobre la desaparición de su hermano. En este episodio, se explora el pasado de Sofia, detallando la relación con su padre y su encarcelamiento en el Asilo Arkham.
Según Nielsen Media Research, el episodio fue visto por aproximadamente 0,368 millones de espectadores en hogares y obtuvo una participación de audiencia de 0,09 entre los adultos de 18 a 49 años. El episodio recibió aclamación de los críticos, con elogios a la actuación de Cristin Milioti en el episodio.

## Trama
Después de interceptar a Oz y Sofía fuera de la discoteca, Nadia Maroni expone el doble juego de Oz, que incluye el asesinato de Alberto. Oz suplica por su vida, alegando que sólo estaba usando a Sofía para obtener acceso al Bliss. Cuando Víctor llega y ataca a los secuaces de Maroni, Oz escapa con él, dejando atrás a Sofía herida. Ella llama al Dr. Rush para pedir ayuda antes de colapsar por sus heridas.
En flashbacks ambientados 10 años antes, se muestra a Sofía dirigiendo una fundación que lleva el nombre de su madre Isabella, a quien descubrió ahorcada cuando era más joven. Ella es amiga de Oz, quien trabaja como su chofer. Al salir de un evento benéfico, Sofía es interrogada por una reportera llamada Summer Gleeson, ya que muchas mujeres que trabajan en el Iceberg Lounge murieron de manera similar a su madre, pero ella se niega a involucrarse. Su padre, Carmine, está encantado con las actividades de su hija y espera que ella pueda sucederlo como jefa de la familia. Sofía todavía está en conflicto por la muerte de su madre, pero Carmine sostiene que fue un suicidio. Summer continúa pidiendo ayuda a Sofía para acceder a los clubes de Carmine, afirmando que las heridas en el cuello de Isabella fueron hechas a mano.
En la fiesta de cumpleaños de Carmine, Sofía es confrontada por Carmine por sus reuniones con Summer, como le informó Oz. Él revela que ella está cooperando con la policía en una investigación, donde Carmine es sospechoso de asesinato. Cuando Sofía se da cuenta de que sus manos estaban lastimadas el día que encontró el cadáver de su madre, Carmine la despide y le ordena a Oz que la lleve a su casa. En el camino, son detenidos por William Kenzie (Peter McDonald) y otros agentes de policía, quienes arrestan a Sofia por el asesinato de las mujeres, incluida Summer. La envían al Asilo Arkham mientras espera el juicio, ganándose el apodo de "El Ahorcado", para consternación de su hermano Alberto. Las internas se burlan de ella constantemente, mientras su médico, Ventris, la somete a una terapia de electroshock. Sin embargo, el socio de Ventris, el Dr. Rush, se muestra escéptico de que Sofía realmente haya cometido los crímenes. Seis meses después, Alberto visita a Sofía y le informa que Ventris convenció al juez de que Sofía no era competente para ser juzgada, confinándola en Arkham por tiempo indefinido. Al llegar a su punto límite, Sofía mata a Magpie, una compañera de prisión, antes de ser sedada.
Volviendo al presente, Sofía se despierta en la casa de Rush. Ella lamenta su situación y no tener aliados, pero se da cuenta de que es el mundo mismo el que está roto y no ella. Más tarde visita a Luca durante una cena familiar y los condena por haberla comprometido con Arkham. Esa noche, escolta en secreto a Gia, hija de su prima Carla, fuera de la mansión y duermen en el invernadero. A la mañana siguiente, Sofía regresa a la mansión y revela que desató un gas que mató a todos los que estaban adentro, incluido Luca. Tomando un arma, se enfrenta al único sobreviviente, un somnoliento Johnny Viti, y le dice que deben hablar.

## Producción

### Desarrollo
El episodio fue escrito por el productor supervisor John McCutcheon y dirigido por Helen Shaver. Fue el primer crédito como guionista para McCutcheon y el primer crédito como director para Shaver. La showrunner Lauren LeFranc incorporó a Shaver después de trabajar con ella en la serie Impulse. Shaver comentó: "Una vez que leí el episodio cuatro, pensé: 'Bueno, voy a hacer esto'. Entendí perfectamente el viaje hacia el trauma primario y el desenlace de esta mujer, su renacimiento".

### Escritura
La showrunner Lauren LeFranc explicó que le gustó un episodio en el que la historia principal hiciera una pausa para centrarse adecuadamente en un personaje específico. Ella dijo, "Si estás involucrando a la audiencia de manera adecuada, la gente debería estar dispuesta a dar un paseo contigo". A pesar de la ironía de dejar de lado a Oz en el episodio, sintió que era importante comprender la historia de Sofía "para que puedas entender a Oz psicológicamente". LeFranc basó el arco de Sofía en Rosemary Kennedy, "la hermana "olvidada" u "oculta" del presidente John F. Kennedy". Después de ser lobotomizada por su propio padre, quedó incapacitada permanentemente, incapaz de hablar, e institucionalizada durante más de 60 años. LeFranc comentó: "Con la historia de las instituciones mentales, generalmente alguien diría que una mujer está 'histérica', y realmente no sabemos a qué equivale eso, y luego la encerrarían".
Cristin Milioti se sorprendió por el contenido del episodio, describiéndolo como "una comida completa, y no vienen todo el tiempo". Añadió: "Poder hacer todo eso en una hora, estaba fuera de mí. Es como una película. Puedes verla en todas esas diferentes etapas de cómo es empujada a la locura". Estaba entusiasmada por explorar la estancia de su personaje en el Asilo Arkham, explicando "Cuando me ponen ese collar que se encadena a mi cintura y estás en esas rayas naranjas y ves el sello en el uniforme que dice 'Arkham Asylum', me asusté". Milioti también consideró que el episodio puede interpretarse como Sofia aceptándose a sí misma por lo que es, "Finalmente puede respirar y finalmente se ha convertido en lo que todos decían que era. Le hicieron esto y se convierte en eso. Se vuelve loca y me encanta que así sea, aunque sea tan brutal".

### Casting
En septiembre de 2024, se confirmó que Mark Strong interpretaría a Carmine Falcone en secuencias de flashback, reemplazando a John Turturro, quien interpretó al personaje en la película The Batman. LeFranc explicó que Turturro no estaba disponible debido a conflictos de agenda, pero consideró que la "seriedad que aporta Mark" justificaría el cambio de actor.
LeFranc también explicó que las diferentes versiones seguirían sintiéndose como el mismo personaje: "Son de edades similares, pero un poco más jóvenes. Tendrías que preguntarle a Mark, pero creo que se fijó en la interpretación y el acento [en The Batman]. Sigo usando la palabra seriedad, pero era muy importante que tuviera presencia, ciertamente con Sofia, que haya un toque de calidez, pero también algo muy frío en su centro. Me pareció cohesivo verlo. Me pareció que era su padre".

## Recepción

### Audiencia
En su emisión original en Estados Unidos, "Cent'Anni" fue visto por un estimado de 0,368 millones de espectadores en hogares, con un 0,09 en el grupo demográfico de 18 a 49 años. Esto significa que el 0,09 por ciento de todos los hogares con televisor vieron el episodio. Este fue un ligero aumento en la audiencia con respecto al episodio anterior, que fue visto por un estimado de 0,365 millones de espectadores en hogares, con un 0,07 en el grupo demográfico de 18 a 49 años.

### Reseñas críticas

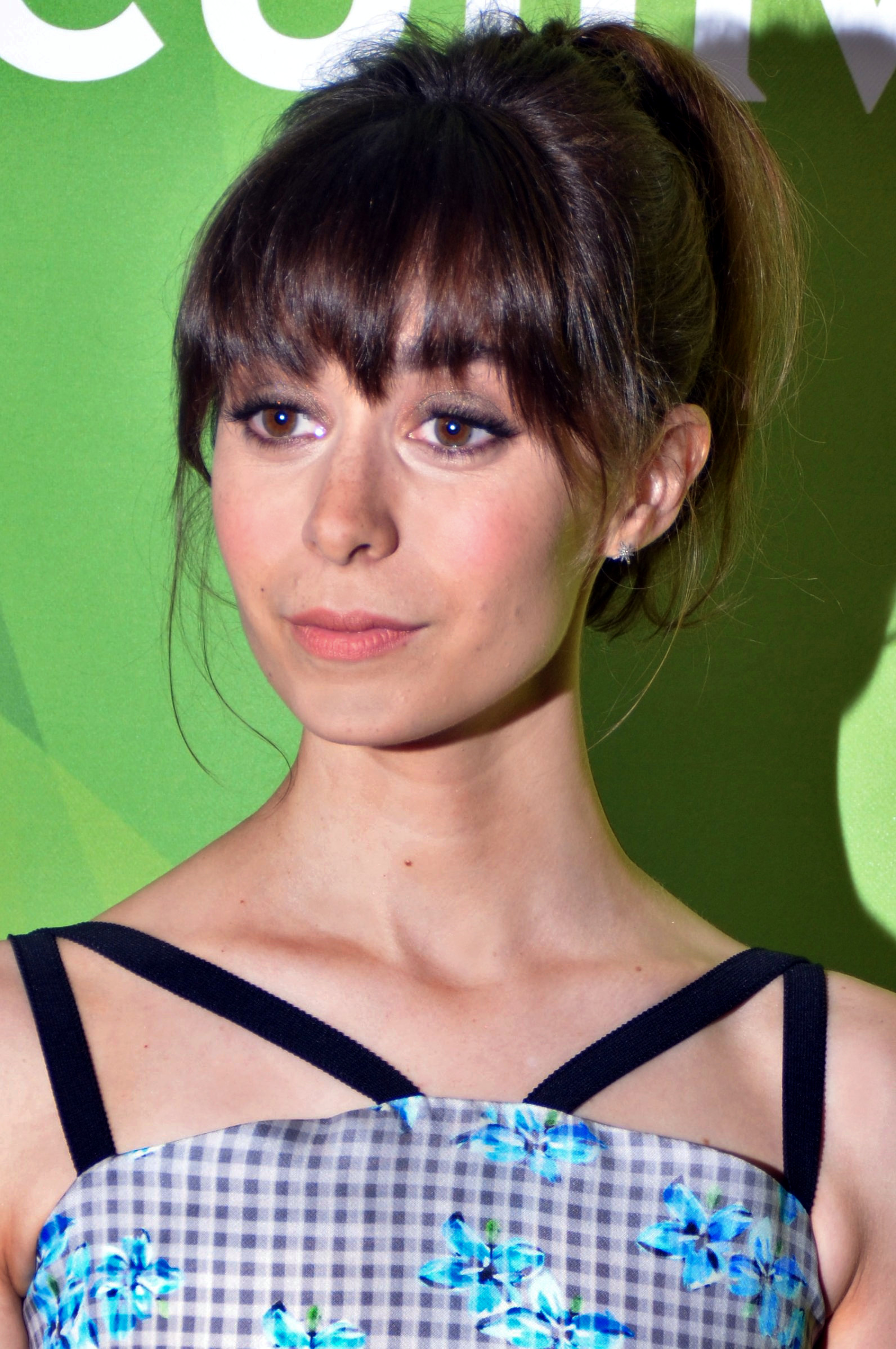
La actuación de Cristin Milioti en el episodio recibió elogios de la crítica.

"Cent'Anni" recibió críticas muy positivas de los críticos, y la actuación de Cristin Milioti le valió un reconocimiento significativo. El sitio web agregador de reseñas Rotten Tomatoes informó una calificación de aprobación del 100% para el episodio, con una calificación promedio de 8.9/10 y basada en 10 reseñas de críticos.
Tyler Robertson de IGN le dio al episodio un "buen" 7 de 10 y escribió en su veredicto: "Por sí solo, "Cent'anni" es un episodio de televisión bien ejecutado que llega al corazón del arco de Sofía y genera mucha simpatía por ella, lo que justifica su alejamiento de la historia realista y cruda de la mafia que El Pingüino ha contado hasta ahora. Es solo que su ubicación dentro de la serie se siente torpe: un segundo episodio de flashback consecutivo con incluso menos tiempo para que la trama de Oz avance se siente como un esfuerzo de última oportunidad para meter con calzador esta parte de la historia antes del medio tiempo. Entonces, si bien tiene algunos de los mejores momentos de la serie hasta ahora (a saber, esa secuencia final) gracias a Cristin Millioti, parece que es hora de volver a la acción, y me estoy impacientando".
William Hughes, de The AV Club, le dio al episodio una calificación de "B+" y escribió: "Es un episodio de altibajos extremadamente desconcertantes. Milioti sigue siendo excelente en todo momento; su dominio de Sofía es lo que hace que el episodio funcione mientras realiza sus diversos movimientos gigantescos de trama. A nivel visceral, golpea duro, incluso cuando el cerebro interviene con frecuencia unos momentos después con una serie de increíbles "Sí, pero". Como mínimo, parece que El Pingüino finalmente ha llegado a una historia que quiere contar; la ironía es que básicamente tuvo que deshacerse de su personaje principal para llegar allí".
Andy Andersen de Vulture le dio al episodio una calificación de 4 estrellas de 5 y escribió: "El Ahorcado era la ilusión de un monstruo, creado por un monstruo para absorber las consecuencias de sus monstruosas acciones. En lugar de seguir siendo el monstruo que su familia hizo de ella, Sofía se transforma en una manifestación triunfante de su propia ira y la ira de las mujeres que su padre mató. En Ciudad Gótica, o mueres como víctima o vives lo suficiente para verte convertido en el criminal de la semana". Josh Rosenberg de Esquire escribió: "El episodio 4 es la historia de Sofía. Es una clase magistral de actuación de una familia mafiosa italiana de Nueva Jersey de la mano de Milioti, y me atrevo a decir que acaba de saltar a la conversación sobre los Emmy. Aunque apenas aparece el viejo Oz Cobb, es el mejor episodio de The Penguin hasta ahora".
Joe George de Den of Geek le dio al episodio una calificación perfecta de 5 estrellas sobre 5 y escribió: "Más que revelar que Sofía no es en realidad una asesina, "Cent'Anni" profundiza en su relación con su familia y con Oz. Mientras que los episodios anteriores nos hablaban del vínculo que compartía con Alberto, aquí lo vemos en todo, desde su relación bromista hasta su desesperación por liberarla". Nate Richard de Collider le dio al episodio una calificación perfecta de 10 sobre 10 y escribió: "Las historias sobre guerras de pandillas, ratas y tráfico de drogas pasan a un segundo plano mientras "Cent'anni" se centra en lo que la serie ha estado haciendo mejor: su trabajo de personajes. Va a ser difícil que los cuatro episodios restantes de The Penguin superen esto, pero si esto es una indicación, nos espera un viaje salvaje y satisfactorio".
Lisa Babick de TV Fanatic le dio al episodio una calificación perfecta de 5 estrellas de 5 y escribió: "Sería el giro definitivo ver a Oz caer y que el Pingüino desaparezca. Pero en el universo de Batman, eso es una píldora difícil de tragar. Queda por ver si Sofía puede sobrevivir y eliminarlo, pero una cosa es segura: el enfrentamiento recién comienza". Chris Gallardo de Telltale TV le dio al episodio una calificación de 4.5 estrellas de 5 y escribió: "El episodio 4 de The Penguin, "Cent'anni", podría ser el episodio más cautivador del programa hasta el momento al centrarse en Sofia Falcone y su transformación en la fría mente maestra que es".

### Reconocimientos
TVLine nombró a Cristin Milioti como la "Artista de la Semana" de la semana del 19 de octubre de 2024, por su actuación en el episodio. El sitio escribió: "Milioti ha sido fantástica en The Penguin desde el principio, lo que nos ha permitido creer que Sofia Falcone es una compañera más que capaz de Oz Cobb. Sin embargo, el cuarto episodio del programa se centró completamente en Sofia y basta con decir que Milioti estuvo a la altura del desafío, demostrando una vez más que es una intérprete poderosa".